# برج ولژسکایا
برج وُلژسکایا (روسی: Волжская башня) یا برج آرسنالنایا (روسی: Арсенальная башня)، یکی از سه برج (سازه) باقی‌مانده از استحکامات شهر زملیانوی (پوساد) در یاروسلاول است. در ابتدا، در قرن شانزدهم، شش برج دروازه‌ای و بیست برج چوبی بدون دروازه بر روی استحکامات خاکی این شهر ساخته شدند.

## تاریخچه
این برج آجری بین سال‌های ۱۶۵۸ تا ۱۶۶۹ در ساحل راست رود ولگا ساخته شد. نقشه آن مربعی بوده و دارای یک دروازه است. این برج به عنوان ورودی اصلی بخش استحکامات شهر از سمت رودخانه عمل می‌کرد. در ابتدا دارای برج‌وبارو بود، اما بعدها در این برج انبار تسلیحات شهر مستقر شد.
در اوایل قرن نوزدهم، بارو تخریب شد.
تا اواخر قرن نوزدهم، برج ولگا به یک میخانه تبدیل شد که به نام «برج» شناخته می‌شد. امروزه در طبقه همکف این برج یک کافه فعالیت می‌کند.

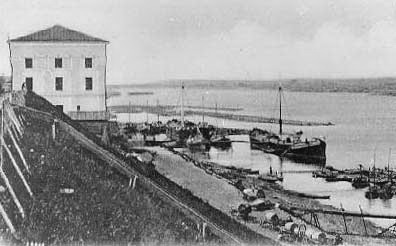
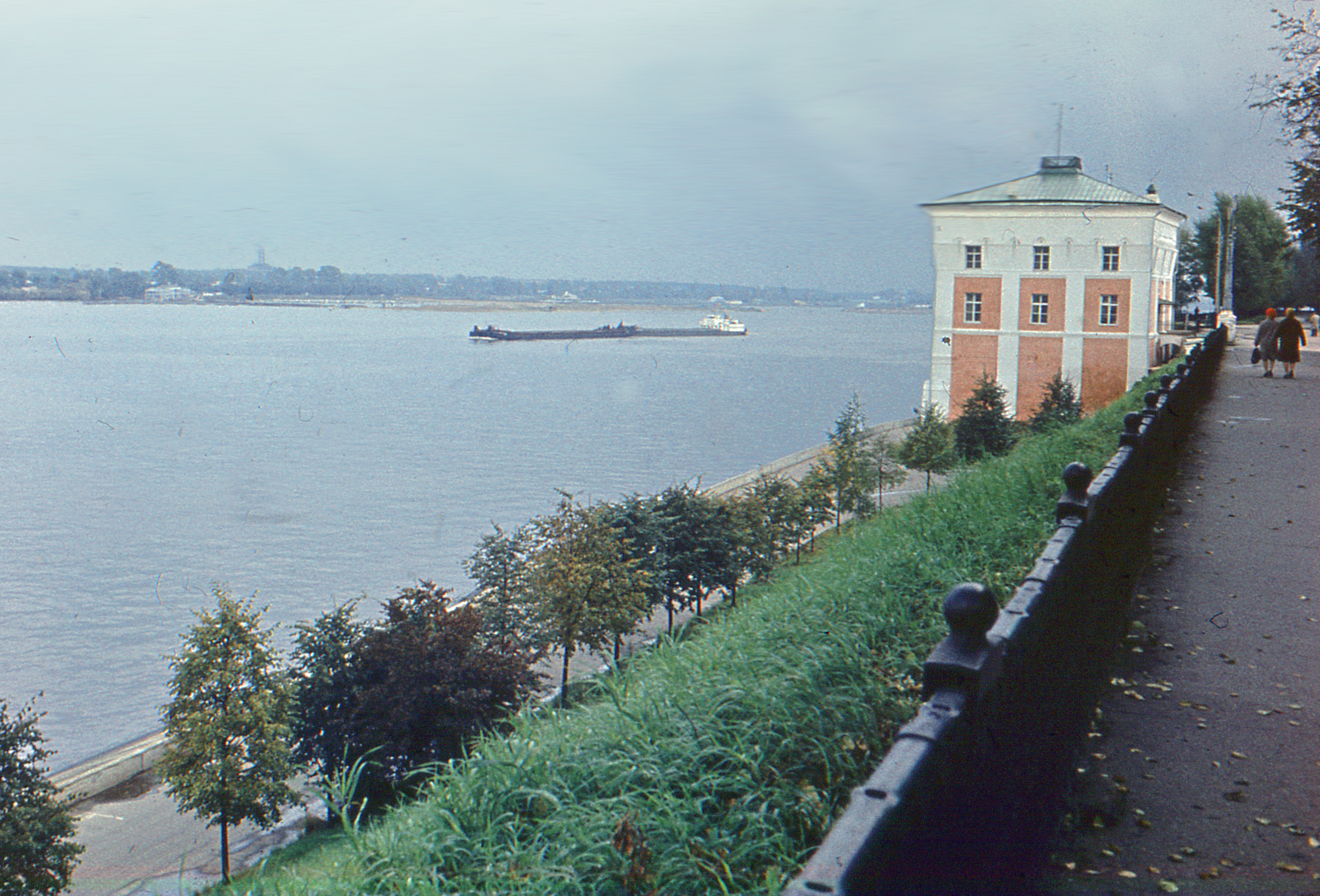
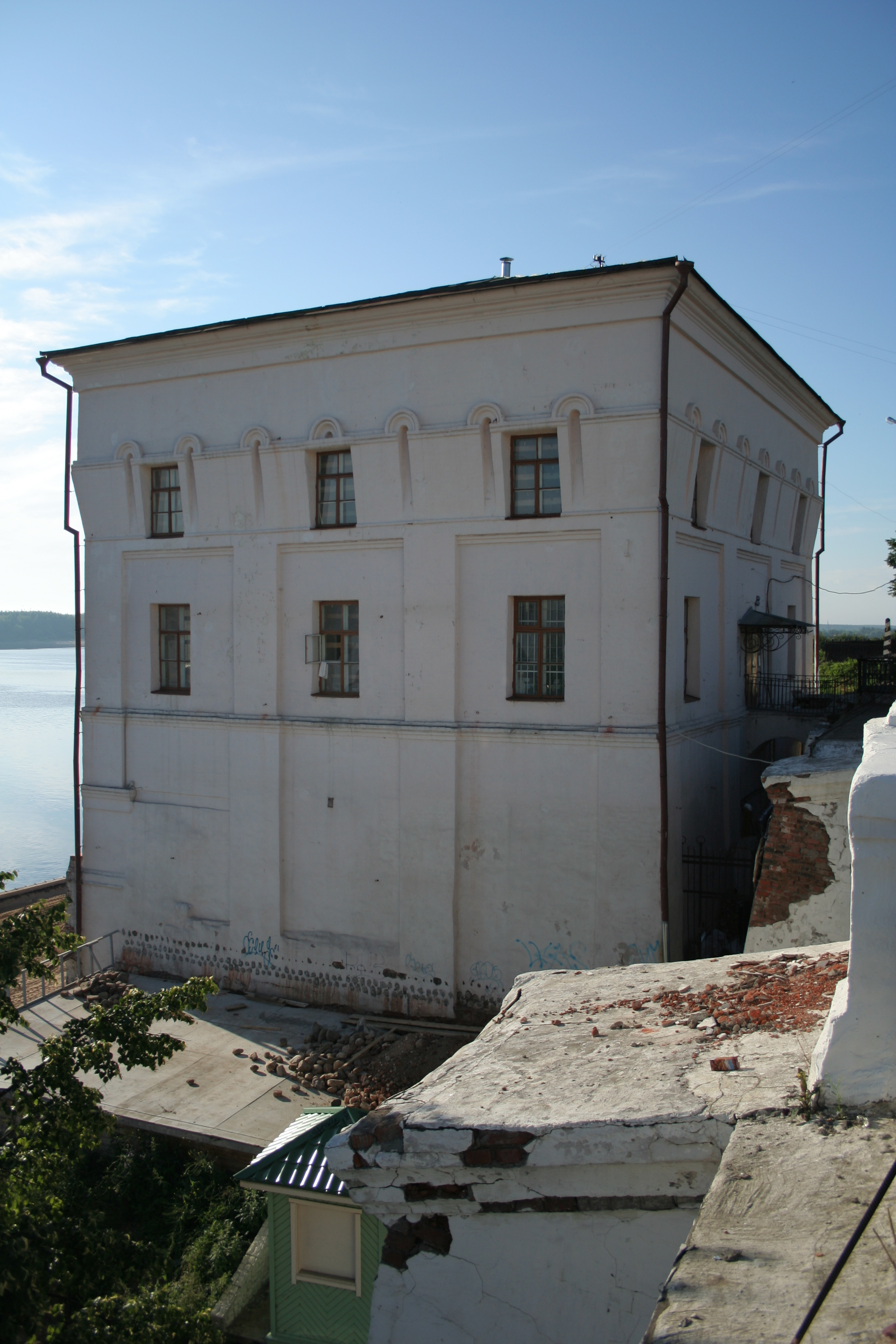
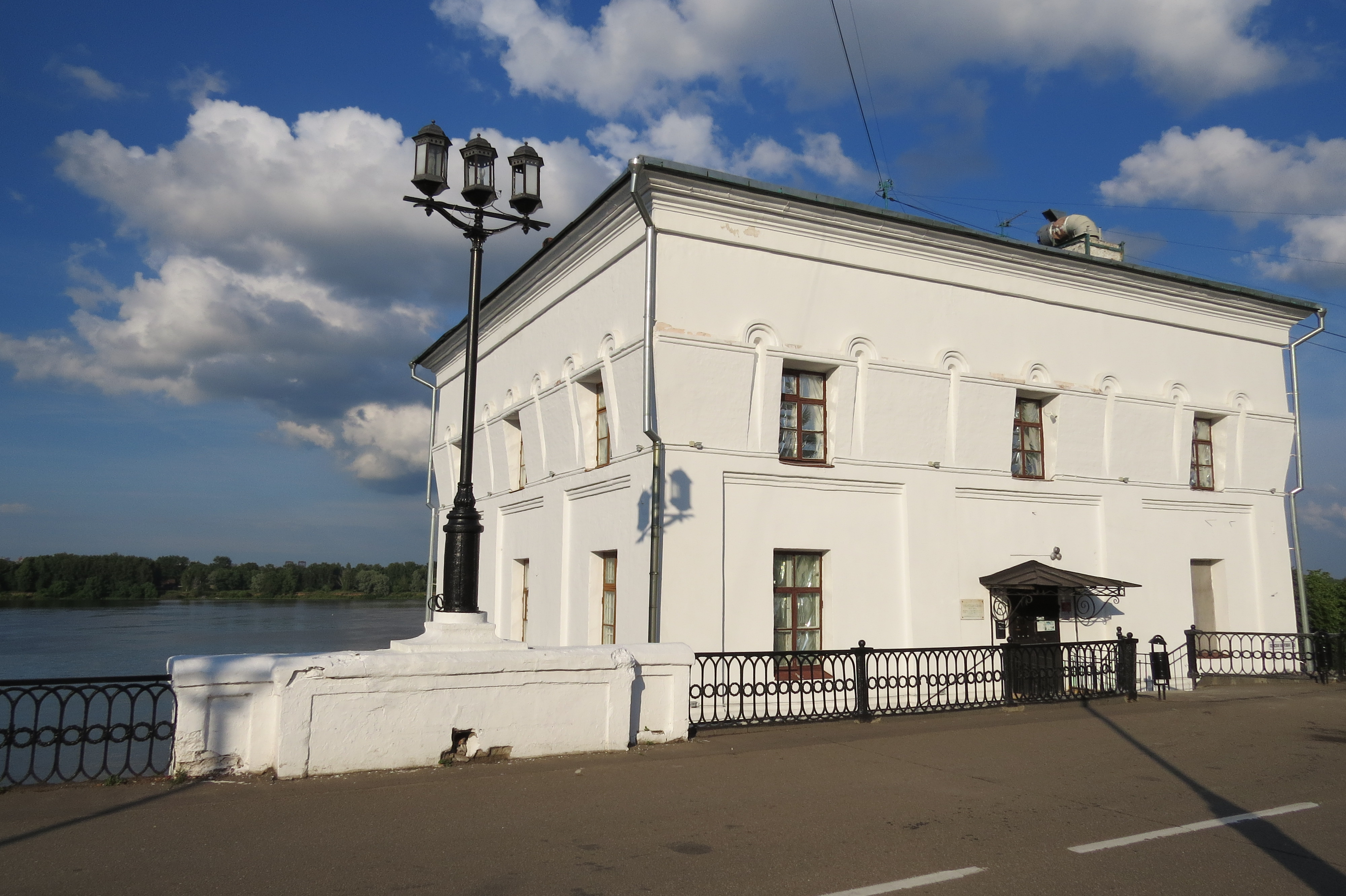
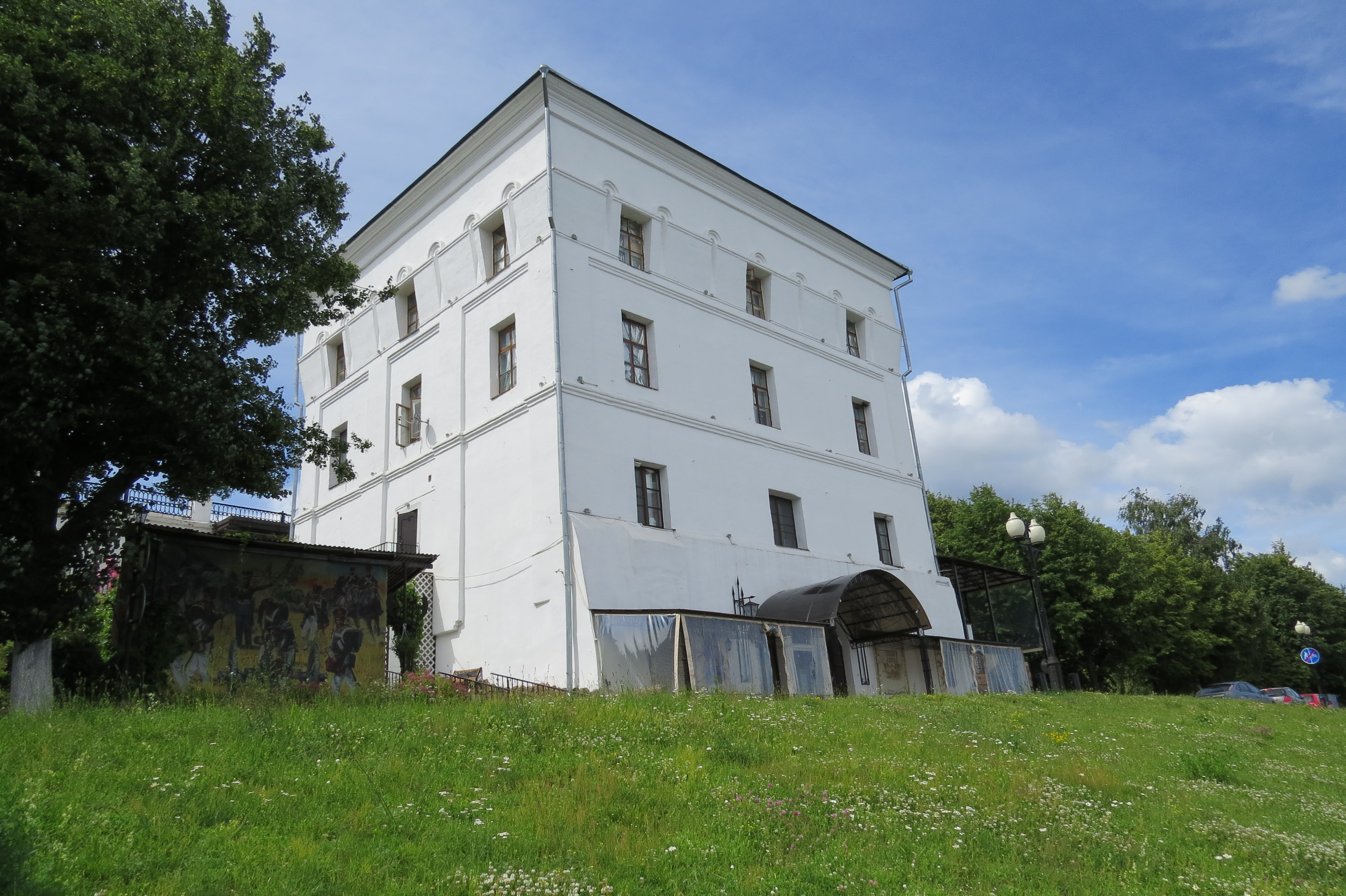